# Раґгбір Сінґг Бгола
Раґгбір Сінґг Бгола (18 серпня 1927 — 21 січня 2019) — індійський хокеїст на траві.
Олімпійський чемпіон 1956 року, срібний призер 1960 року.